# 渡邊了
渡邊了（1562年－1640年9月9日）是安土桃山時代至江戶時代前期武將。通稱勘兵衛，以渡邊勘兵衛之名而廣為人知。有指初名是吉光。號睡庵（水庵）。父親是渡邊右京。兒子有渡邊宗。

## 生平
永祿5年（1562年）出生，父親是近江國淺井郡的土豪渡邊右京。後來成為同族渡邊任的養子。
最初仕於淺井氏麾下的阿閉貞征並娶了貞征的女兒。是被稱為「槍之勘兵衛」的使槍名手，在進攻攝津國吹田城時立下一番首的戰功，受到織田信長直接讚賞，於是成為阿閉家的精鋭母衣眾的其中一人。後來辭呈後在天正10年（1582年）仕於羽柴秀吉並領有2千石，從屬於秀吉的養子羽柴秀勝。在山崎之戰和賤岳之戰中活躍著，與石田三成的家臣杉江勘兵衛、田中吉政的家臣辻勘兵衛並稱「三勘兵衛」，不過在天正13年（1585年）秀勝死去後成為浪人。
接著仕於中村一氏並領有3千石。在天正18年（1590年）豐臣氏發動小田原征伐時成為中村勢的先鋒參戰，在進攻伊豆山中城時立下一番乘的戰功。秀吉讚賞他「應取得一萬石」（捨てても1万石は取るべき），之後對一氏的恩賞（6千石）不滿，於是再度成為浪人。之後仕於增田長盛並領有4千石。在慶長5年（1600年）的關原之戰中參加西軍的長盛出陣時，被命令留守在居城郡山城。戰後，長盛的所領被沒收並被命令蟄居在高野山，但是渡邊以「接受主君長盛的命令守城。不能因為其他人的命令開城」（主君長盛からの命で城を守っている。それ以外の命によって開城はできない）為由而抵抗接收城池的藤堂高虎、本多正純等人。之後直至德川家康令長盛寫下書狀才願意開城。
因為這次的忠義和力量而有許多人希望登用，但是最後決定仕於同鄉藤堂高虎並接受2萬石破格的待遇。擔任高虎在伊予國的新居城今治城的普請奉行等職務，顯示出槍術以外的才能，之後在藤堂氏移封伊勢國後成為上野城城代。在大坂之陣中擔任藤堂勢的先鋒，不過在冬之陣因為戰鬥方式而與主君高虎衝突。谷町口的攻防戰中被長宗我部盛親的部隊突破，自身亦落馬負傷等遭到大敗。在夏之陣的八尾之戰中為了挽回名譽而襲擊長宗我部盛親和增田盛次的部隊並討取了3百餘人。但是在這次活躍中相當獨斷獨行，7次無視撤退命令而繼續追撃，在戰勝後亦受到很大損害，於是被高虎和其他重臣排斥。因此在戰後出奔並再次成為浪人。
雖然不斷探求再次仕官的機會，但是因為藤堂氏發出奉公構（不能仕官於其他家的處罰），有江戶幕府等人邀請亦無用。在元和4年（1618年）通過土井利勝向高虎提出解除奉公構的請求，但是高虎命令「想奉公的話去仕於（有姻戚關係的）會津的蒲生家和讚岐的生駒家吧」（奉公したければ会津の蒲生家か讃岐の生駒家に仕えよ），不過渡邊不接受。在寬永5年（1628年）以天海為仲裁役請求解除奉公構，但是沒有接受藤堂家提出的和解條件，更反向高虎申訴不平和不滿而使交渉決裂。在高虎死後，因為高虎的兒子藤堂高次亦繼續維持奉公構的方針，於是一直都沒能仕官，受到對於其才感到可惜的細川忠興和德川義直等人扶持，自稱為「睡庵」。
在寬永17年（1640年）於京都死去。